# Josa i Tuixén

Położenie gminy na mapie comarki Alt Urgell

Josa i Tuixén – gmina w Hiszpanii,  w Katalonii, w prowincji Lleida, w comarce Alt Urgell.
Powierzchnia gminy wynosi 68,16 km². Zgodnie z danymi INE, w 2005 roku liczba ludności wynosiła 170, a gęstość zaludnienia 2,49 osoby/km². Wysokość bezwzględna gminy równa jest 1206 metrów. Współrzędne geograficzne Josa i Tuixén to 42°13'N 1°34'E.

## Dynamika populacji
- 1991 – 145
- 1996 – 141
- 2001 – 146
- 2004 – 176
- 2005 – 170

## Miejscowości
W skład gminy Josa i Tuixén wchodzą dwie miejscowości:
- Josa de Cadí – liczba ludności: 42
- Tuixén – 128